# Strategiczna polityka handlowa

## Podłoże teorii
Często zauważamy bardzo ciekawe zjawiska, gdy obserwujemy rząd w roli agenta wspierającego duże krajowe firmy na rynku międzynarodowym. Działania te mają z reguły na celu zwiększenie konkurencyjności firm krajowych w ich rywalizacji z firmami zagranicznymi, a polegają zazwyczaj na bezpośrednich lub pośrednich formach subsydiowania, które obniżają koszty produkcji firm krajowych w relacji do kosztów firm zagranicznych.
Pomimo faktu, iż takie subsydia lub inne formy wspierania mogą zwiększyć zyski firm krajowych, okazuje się, że nie muszą one wpływać pozytywnie na ogólny dobrobyt kraju. Z drugiej jednak strony to, iż wiemy, że wielkie niedoskonale konkurencyjne firmy wykazują „niedoprodukcję”, tzn. wielkość ich produkcji ustalona jest przy cenie, która przewyższa koszt krańcowy, może skłonić nas do przypuszczeń, iż wszelkie działania stymulujące produkcję i sprzedaż wielkich firm krajowych mogą w efekcie prowadzić do poprawy dobrobytu krajowego.
W latach osiemdziesiątych dwudziestego wieku powstało wiele prac dotyczących analizy narzędzi polityki handlowej takich jak; cła czy kontyngenty, jednak przy założeniach odbiegających od modelu tradycyjnego, to znaczy w przypadku niedoskonałej konkurencji czy wzrastających korzyści skali. Prace te nazwane zostały teorią strategicznej polityki handlowej. Wiele z modeli prezentowanych przez twórców tej teorii cechowało się tym, iż generowały nietradycyjne wnioski, takie jak twierdzenie, iż subsydia produkcyjne lub eksportowe mogą zwiększać poziom ogólnego dobrobytu krajowego. Jednakże wnioski te nie pozostawały prawdziwe w pełni konkurencyjnym, niepodatnym na zakłócenia otoczeniu rynkowym.
Niektórzy z autorów zmieniali założenia swoich modeli w tylko pozornie nieszkodliwy sposób, jednakże całkowicie czasami odwracając generowane przez te modele wnioski.
W rezultacie powstała literatura odnośnie do teorii strategicznej polityki handlowej, która pełna była specjalnych przypadków, modeli i twierdzeń, całkowicie nie nadających się do ujęcia w całościowy wzór czy model teoretyczny. Przez to właśnie literatura ta nie stanowiła w owym czasie użytecznego przewodnika dla prowadzenia efektywnej polityki rządowej.
Dzisiaj, wszystkie te przypadki zebrane razem tworzą specyficzną kolekcję, która jest w stanie pomóc w wyjaśnieniu problemu; jak bardzo handel światowy zdominowany jest przez ogromne koncerny międzynarodowe.
Większość ekonomistów ciągle pozostaje w opozycji do wykorzystywania w praktyce narzędzi tego, co możemy nazwać strategiczną polityką handlową czy produkcyjną; np. subsydiów eksportowych. Jest kilka przyczyn tej opozycji, włączając w to prosty brak zaufania do poczynań rządu. Jednakże najbardziej prawdopodobnym z nich, szczególnie w kręgach akademickich, jest to, iż handel międzynarodowy rządzony jest przez dominujące teorie.
Pozycją wyjściową ortodoksyjnej teorii handlu międzynarodowego jest twierdzenie, że schematy handlu i inwestycji opierają się na przewadze komparatywnej. W tym wypadku najlepszą polityką rządu będzie po prostu przyjęcie postawy skrajnie nieinterwencjonistycznej.
Jednakże w dalszej części wywodu przedstawione zostaną kontrargumenty, iż nieznaczne odejście w stronę rzeczywistości od standardowego modelu może stworzyć uzasadnienie dla polityki interwencjonistycznej.
Jeszcze przed jakimkolwiek wdawaniem się w dyskusję o słuszności narzędzi polityki handlowej, należy zadać sobie podstawowe pytanie; jakie są cele tej polityki?
Jeżeli dwoje ludzi nie będzie się zgadzać co do celów polityki handlowej, wiadomym jest, że nie zgodzą się także co do wyboru narzędzi przez nią używanych. Dla przykładu, jeżeli jakaś grupa ludzi wierzy, że celem polityki handlowej powinno być podtrzymanie mocnej pozycji przemysłu stalowego, ze względów militarnych, będą oni skłaniali się do wyboru jako jej narzędzi subsydium lub innych form bezpośredniej protekcji tego przemysłu. Ci natomiast, którzy nie widzą w tym celu głębszego sensu, nie będą zapewne obstawać także przy wyborze tych narzędzi. Dlatego ważnym punktem jest rozgraniczenie pomiędzy rozbieżnościami co do celów tej polityki a rozbieżnościami co do wyboru jej narzędzi.
Zazwyczaj ekonomiści rozważają dwa cele; wydajność ekonomiczną i redystrybucję dochodu. Lecz także trzeba wziąć pod uwagę, kto jest dla nas grupą odniesienia, tzn. grupą której dobrobyt będziemy starali się maksymalizować.
W naszym przypadku przy omawianiu strategicznej polityki handlowej dobrze jest założyć, iż będziemy starali się zmaksymalizować dobrobyt narodowy /krajowy/, a nie dobrobyt ogólnoświatowy.
Co więcej nie będzie tutaj mowy o nieekonomicznych podstawach polityki handlowej, jak na przykład subsydiowaniu eksportu do krajów zaprzyjaźnionych, a ograniczaniu go do krajów wrogich w celu zapobieżenia transferu technologii.
Nieinterwencjonistyczne stanowisko teorii wymiany międzynarodowej jest tylko małą przybudówką do jednego z najważniejszych tematów w teorii myśli ekonomicznej, po raz pierwszy przedłożonego przez Adama Smitha w 1776 roku. Jest to problem konkurencji pomiędzy prywatnymi producentami, którzy dzięki tej konkurencji dokonują efektywnego wykorzystania zasobów. Problem ten znany jest w świecie ekonomistów pod nazwą pierwszego teorematu ekonomii dobrobytu, które brzmi: doskonała konkurencja jest efektywna w rozumieniu Pareto (zob. Optimum Pareta). Innymi słowy, wszelki rodzaj interwencjonizmu na rynku spowoduje jedynie spadek jego efektywności. Co więcej, drugi teoremat ekonomii dobrobytu stwierdza, iż każdy cel redystrybucyjny zostanie osiągnięty w maksymalnym zakresie, gdy dokonamy realokacji dochodu, a następnie pozostawimy rynek w spokoju aby automatycznie dokonał optymalizacji efektywności.
Nie należy zapominać o tym, że teorematy te obwarowane są licznymi założeniami, m.in. nieobecnością dóbr zewnętrznych i tzw. dóbr publicznych, pełną dostępnością informacji oraz założeniem, że każde dobro posiada swój rynek. Pierwsze twierdzenie oznacza po prostu, że rynki muszą być doskonale konkurencyjne. Co z kolei oznacza, iż firmy nie są ceno twórcami, a ceno biorcami. Cenę przyjmują one jako egzogeniczną, ustaloną odgórnie przez działanie sił rynkowych. Co więcej, brak barier wejścia/wyjścia z rynku oznacza niewystępowanie tzw. czystego zysku ekonomicznego. Firmy zarabiają akurat tyle, by pokryć swoje koszty.
Założenie doskonałej konkurencji jest niewątpliwie dobrym przybliżeniem warunków panujących na niektórych rynkach, a nawet warunków panujących w całej gospodarce. Jednakże przy założeniu doskonałej konkurencji pojawia się taki problem, iż ignoruje ona wiele aspektów i zjawisk ze świata rzeczywistego, które okazują się niezmiernie ważne przy badaniu polityki handlowej.
W szczególności w świecie doskonałej konkurencji nie występują strategiczne interakcje pomiędzy uczestnikami wymiany a także nie radzi sobie ona z występowaniem skomplikowanych struktur kosztowych (jak duże koszty inicjacji, czy tzw. overhead costs) oraz z tzw. uczeniem się na błędach i działalnością badawczo-rozwojową firm.
Tak więc, w rzeczywistości założenie o doskonałej konkurencji załamuje się, szczególnie gdy analizujemy np. rynki międzynarodowe, gdzie często występuje tylko kilka firm produkujących blisko spokrewnione dobra. W konsekwencji występuje tutaj możliwość dla firm do osiągnięcia renty, wynikającej z niedoskonałości rynku. Pojawia się tutaj pole do popisu dla polityki handlowej, aby umożliwić krajowym przedsiębiorstwom zgarnięcie jak największej części tej renty.
Poniżej pokazane zostanie kilka z przypadków, które pozwolą na wydobycie głębszego sensu z teorii strategicznej polityki handlowej oraz zapoznać się z innymi niż doskonale konkurencyjnymi otoczeniami rynkowymi wraz z nietradycyjnymi twierdzeniami, które one generują.

## Konkurencja eksportowa: Analiza równowagiCournota
W tej oraz następnej sekcji przeanalizowany zostanie najprostszy model. Mamy więc dwa kraje; Kraj i Zagranicę, z których każdy posiada tylko jedną firmę produkującą podobny produkt. Zakładamy, iż nie występują tutaj krajowe koszty pracy i to, że każda z firm sprzedaje swój produkt jedynie państwu trzeciemu.
Rezultatem tych założeń jest powstała sytuacja, w której zmiany w zysku. jednej z firm przedkładają się całkowicie na zmianę ogólnego dobrobytu krajowego. Nie występuje tutaj konflikt pomiędzy wzrostem zysku spowodowanym wzrostem cen a redukcją w dobrobycie krajowych konsumentów.
Zadanie rządu w tym modelu jest bardzo proste: pomóc firmie krajowej osiągnąć możliwie najwyższy zysk na rynku międzynarodowym.
Przedstawimy tutaj analizę graficzną; model Cournota, w którym firma dokonuje wyboru rozmiarów produkcji na podstawie rozmiarów produkcji firmy z nią konkurującej. Model ten opisuje specyficzna konstrukcja zwana krzywą reakcji, która określa optymalną wielkość produkcji w kraju przy każdej możliwej wielkości produkcji za granicą.

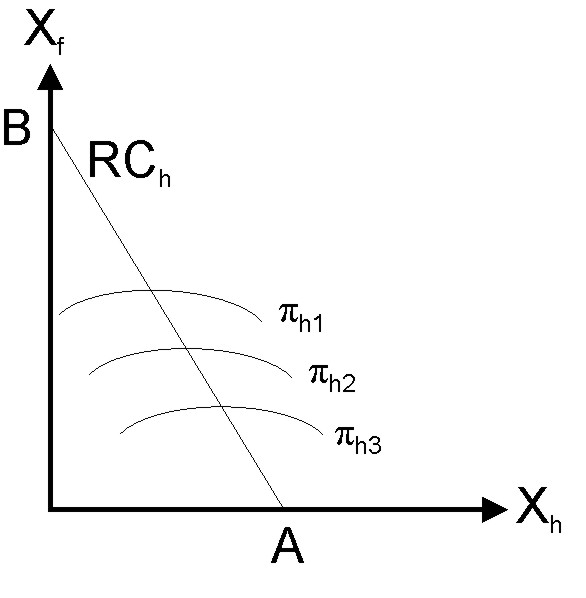
Krzywa reakcji dla Kraju.

Krzywa reakcji dla Kraju opisana jest jako RCh. Jest to krzywa malejąca, gdyż w przypadku wzrostu wielkości produkcji za granicą Xf, znacząco kurczy się rynek pozostały dla firmy krajowej, przez co aby pozostać przy wyborze optymalnym, musi ona zredukować swoją wielkość produkcji Xh. Warto przy okazji przeanalizować krańcowe punkty na wykresie, z których punkt A oznacza wielkość produkcji Kraju w przypadku gdy zagraniczna produkcja wynosi zero, natomiast punkt B to sytuacja odwrotna, gdzie na rynku międzynarodowym jedynym producentem pozostaje Zagranica.
W dalszej analizie możemy wyodrębnić zbiór krajowych krzywych jednakowego zysku tzw. izoprofit, przedstawionych na wykresie jako πh1<πh2<πh3. Każdy z punktów na danej izoproficie określa jednakowy poziom zysku dla firmy w Kraju. Gdy wielkość produkcji Xf za granicą spada, zwiększają się zyski firmy w Kraju, tak więc przesuwa się ona na wyższą krzywą jednakowego zysku w miarę poruszania się w dół, wzdłuż swej krzywej reakcji. Z tego wynika fakt, iż krzywa reakcji to nic innego, jak tylko zbiór punktów, na których firma w Kraju maksymalizuje swoje zyski, przy danych poziomach produkcji Zagranicy Xf; krzywa RCh łączy ze sobą „najwyższe” punkty krzywych jednakowego zysku. Dodatkowo należy zauważyć, że najlepszym punktem w którym może znaleźć się Kraj jest punkt A, który oznacza, iż firma krajowa stała się monopolistą na rynku międzynarodowym.
Na kolejnym wykresie przedstawiono podobną krzywą reakcji dla Zagranicy; RCf. Jest ona lustrzanym odbiciem krzywej RCh, jednakże przy założeniu m.in. jednakowych kosztów krańcowych obu firm.

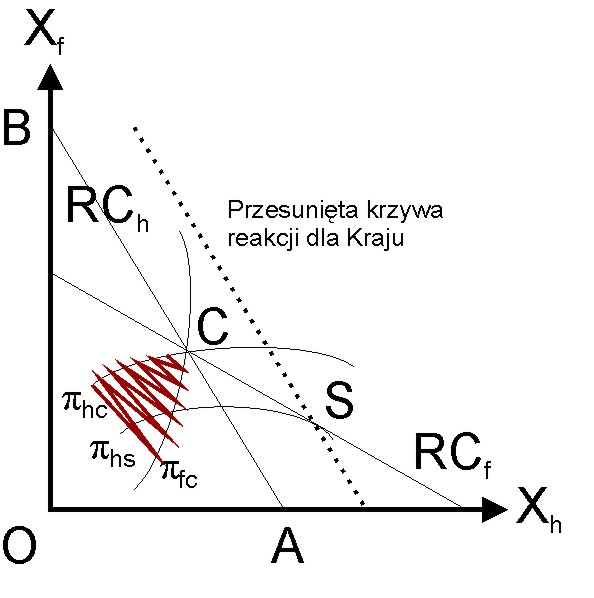
Równowaga Cournota.

Punkt równowagi Cournota dla Kraju i Zagranicy przedstawia punkt C, przecięcia się krzywych reakcji RCh i RCf. Oznacza to, że każda z firm określa swój optymalny poziom produkcji na poziomie produkcji swojego rywala.
Firma zagraniczna posiada swoje izoprofity, odpowiadające tym należącym do firmy krajowej, które wykreślone są pionowo na krzywej reakcji Zagranicy; RCf, która jest zbiorem optymalnych poziomów produkcji za granicą Xf, dla danych poziomów produkcji w Kraju; Xh. Krzywe izoprofit dla Kraju i Zagranicy oznaczone są odpowiednio jako πhc i πfc, są one także prostopadłe do siebie w punkcie równowagi Cournota, co oznacza, iż każda z firm wybiera optymalną wielkość produkcji na poziomie konkurenta. Wydzielony obszar pomiędzy krzywymi πhc i πfc wyznacza region, w którym obie firmy skorzystają na ograniczeniu wielkości produkcji.
Teraz rozważmy sytuację gdy w Kraju dochodzi do głosu aktywny rząd. Krzywą reakcji Zagranicy; RCf, potraktujemy tutaj jako ograniczenie, oznaczające iż każda maksymalizująca zyski wielkość produkcji w Kraju jaką osiągnie on przy aktywnej roli rządu musi znaleźć się na krzywej RCf.
Na wykresie widzimy, iż najlepszym z możliwych do osiągnięcia dla firmy w Kraju jest punkt S, gdzie izoprofita πhs jest styczna do krzywej reakcji Zagranicy.
Jednakże w jaki sposób rząd w Kraju może zadziałać tak, aby równowaga Cournota przesunęła się do punktu S?
Jedną z dróg prowadzących do tego celu będzie subsydiowanie produkcji firmy krajowej. Zredukuje to jej koszt krańcowy, do takiego poziomu, iż będzie skłonna do zwiększenia wielkości podaży Xh przy każdym poziomie Xf. Innymi słowy, subsydium produkcyjne przesunie krzywą reakcji firmy krajowej w prawo. Jeżeli rząd w Kraju wybierze najbardziej efektywny poziom subsydium, to krzywa RCh przesunie się o dokładnie tyle, by osiągnąć punkt S na wykresie. Nowa krzywa reakcji oznaczona jest linią przerywaną. Dzięki tym zabiegom firma krajowa osiąga większe zyski na rynku międzynarodowym, które stają się komponentem ogólnego poziomu dobrobytu narodowego.
Należy zauważyć, że firma działająca za granicą znajduje się ostatecznie w gorszej pozycji niż przed zadziałaniem subsydium rządu w Kraju. Teraz jej stan określany jest przez niżej położoną krzywą jednakowego zysku niż πfc na wykresie, przez co także można stwierdzić, iż ogólny poziom dobrobytu za granicą uległ pogorszeniu.
Ten efekt działania subsydium, gdy ostatecznie Kraj polepszył swój dobrobyt, a dobrobyt Zagranicy zmalał, nazywamy efektem przesuwania rent (ang. rent shifting); renty oligopolistyczne na rynku międzynarodowym uległy przesunięciu z Zagranicy do Kraju.
Argument ten, jak zobrazowane zostało to na wykresie, opisuje przypadek, gdy aktywnie działający rząd wspierając krajową produkcję w sposób bezpośredni, przyczynia się do wzrostu ogólnego poziomu narodowego dobrobytu.
Aby zobrazować przedstawione w tej sekcji wnioski, można podać przykład rynku samolotów długokadłubowych, którego specyfika odpowiada w przybliżeniu modelowi rynku oligopolistycznego jak w analizie równowagi Cournota. Analitycy twierdzą iż w niedługiej przyszłości na rynku tym pozostaną tylko dwie firmy, przypuszczalnie będą to amerykański Boeing i „paneuropejski” Airbus. Obie będą zdolne do osiągania renty oligopolistycznej, m.in. poprzez szeroko zakrojone subsydiowanie produkcji, które wyprze z rynku pozostałe, mniej wspierane firmy takie jak McDonnell Douglas czy Lockheed. Oczywiście niekoniecznie musi się tak stać, jednakże ten przykład pokazuje, jak w rzeczywistości może działać strategiczna polityka handlowa.

## Konkurencja eksportowa: Równowaga Bertranda
Możliwą do przyjęcia alternatywą analizy równowagi Cournota, czyli założenia o wyborze przez firmy możliwych poziomów produkcji, jest założenie o wyborze poziomów cen. Każda z firm określa swoją cenę optymalną na podstawie ceny rywala. Model ten znany jest pod nazwą analizy równowagi Bertranda.
Założenie to może z pozoru wydawać się nieistotne, jednak poddane głębszej analizie, pozwala zauważyć fakt, iż generowane przez nie wnioski są całkowicie odwrotne do tych z poprzedniego modelu.
Okazuje się bowiem, że optymalną polityką aktywnego rządu, działającego w Kraju, staje się nie subsydiowanie produkcji, lecz opodatkowanie firmy krajowej. Różnica ta wynika z faktu, iż przy dogłębnej analizie równowagi Bertranda okazuje się ona o wiele bardziej konkurencyjnym modelem od równowagi Cournota. Konkurenci produkują tutaj więcej niż w poprzednim modelu; tak naprawdę jest nawet sensownym mówić tutaj o pewnej „nadprodukcji”, co pozostaje w opozycji do „niedoprodukcji” uczestników gry w modelu Cournota. Podatek nałożony przez rząd w Kraju ogranicza występującą na rynku międzynarodowym konkurencję, redukując zyski firmy krajowej, jednakże w mniejszym stopniu niż dochody uzyskiwane z nałożonego podatku. Sytuacja ta prowadzi do wzrostu ogólnego poziomu dobrobytu narodowego w Kraju.
W analizie równowagi Cournota, firma działająca w Kraju zachowuje się tak, jakby zwiększenie przez nią poziomu produkcji nie miało wywołać jakiejkolwiek zmiany produkcji przez Zagranicę, co jednak nie jest założeniem poprawnym, gdyż tak naprawdę firma zagraniczna na pewno zmniejszy poziom swej produkcji. A dokładniej, firma krajowa zachowuje się tak, jakby rynek na którym działa był bardziej konkurencyjny niż jest nim w istocie, przez co produkuje za mało. W analizie równowagi Bertranda, firma działająca w Kraju zachowuje się tak, jak gdyby obniżenie poziomu ceny krajowej /czyli zwiększenie krajowego poziomu produkcji/ nie miałoby prowadzić do zmiany ceny za granicą. Czyli przyjmuje założenie, że Zagranica zmniejszy poziom swej produkcji, aby utrzymać ceny na stałym poziomie, gdyż popyt uciekł z Zagranicy do Kraju, ze względu na obniżenie cen krajowych. Ale tak naprawdę, Zagranica odpowie na zachowanie rywala również poprzez obniżenie swych cen /czyli wzrost wielkości swojej produkcji/. A dokładniej, firma w Kraju zachowuje się tak, jak gdyby rynek na którym działa był mniej konkurencyjny niż jest w rzeczywistości, przez co produkuje ona za dużo.
Gdyby firmy działające w sytuacji równowagi Cournota, zmienić nagle w takie które działają na rynku analizowanym przez Bertranda, każda z nich poczułaby nagłą zachętę do zwiększenia poziomu produkcji, wierząc, że konkurent odpowie na takie zachowanie redukując swoją produkcję, zamiast utrzymywać ją na stałym poziomie, jak w modelu Cournota. W przypadku równowagi Bertranda, ostateczne poziomy produkcji obu firm będą większe, a poziomy ich zysków mniejsze niż w sytuacji analizy modelu Cournota. Tak więc „domniemanie” odnośnie do tego jak zachowa się Zagranica na zmianę krajowej produkcji /i vice versa/ jest tutaj nieodzowne dla poprawnego określenia poziomu równowagi.

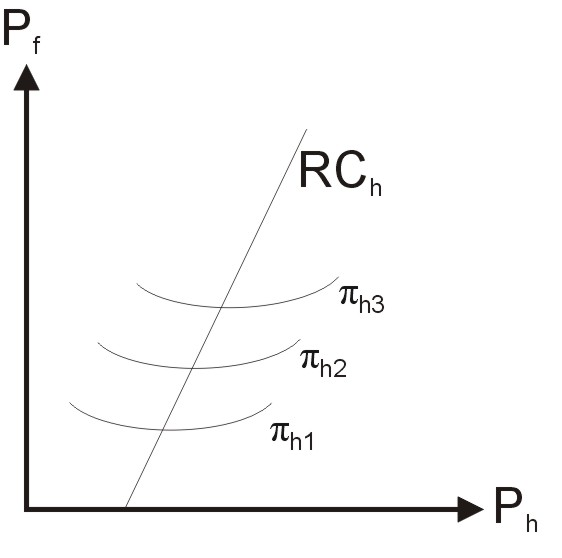
Krzywa reakcji Bertranda w Kraju

Wykres obok pokazuje nam funkcję reakcji Bertranda dla firmy działającej w Kraju, określoną jako RCh. W tym modelu osie opisują nie poziom produkcji /jak w modelu Cournota/, ale poziom cen. I tak, jeżeli Zagranica zwiększa swoją cenę pf, zmniejsza się popyt na produkt Xf, a popyt na Xh wzrasta. Dalej, ze względu na zwiększony popyt na dobro krajowe, optymalnym rozwiązaniem dla firmy staje się zwiększenie poziomu ceny ph /najczęściej w nieco mniejszym zakresie niż wzrost pf/, przez co krzywa reakcji Bertranda jest krzywą rosnącą.
Zbiór krzywych jednakowego zysku /izoprofitów/ firmy krajowej wyznaczamy w sposób podobny do tego jak na wykresie pierwszym. Zyski firmy w Kraju wzrastają gdy za granicą zwiększą się ceny, ponieważ pojawia się dodatkowy popyt na produkty krajowe.
Wykres pokazuje trzy krzywe jednakowego zysku π3>π2>π1. Krzywa reakcji RCh jest zbiorem „najniższych” punktów poszczególnych izoprofitów, co oznacza, że przedstawia ona optymalne /maksymalizujące zyski/ poziomy cen ph, przy każdym z możliwych poziomów pf.
Kolejny wykres dopełniony został poprzez dodanie, odpowiadającej krzywej RCh, krzywej reakcji Zagranicy RCf. Przecięcie się tych krzywych wyznacza nam punkt B równowagi Bertranda. W punkcie tym dwie krzywe jednakowego zysku, Kraju πhb oraz Zagranicy πfb są do siebie prostopadłe. Oznacza to, że każda z firm dokonuje wyboru optymalnego poziomu ceny na poziomie ceny konkurenta, a obszar pomiędzy tymi krzywymi wyznacza region, w zakresie którego kooperacja pomiędzy firmami w Kraju i za granicą co do zwiększenia cen wpłynie dodatnio na zyski obu konkurentów.
Następnie dokładamy do modelu aktywny rząd, tak jak w poprzednim modelu. Krzywą reakcji Zagranicy RCf, potraktujemy jako ograniczenie, a zadanie rządu krajowego określimy jako pomoc w celu osiągnięcia przez firmę działającą w Kraju wyższego poziomu zysku, w zgodzie z przyjętym przez nas ograniczeniem. Punktem optymalnym dla Kraju jest punkt T, wraz z odpowiadającą mu krzywą jednakowego zysku πht na wykresie.

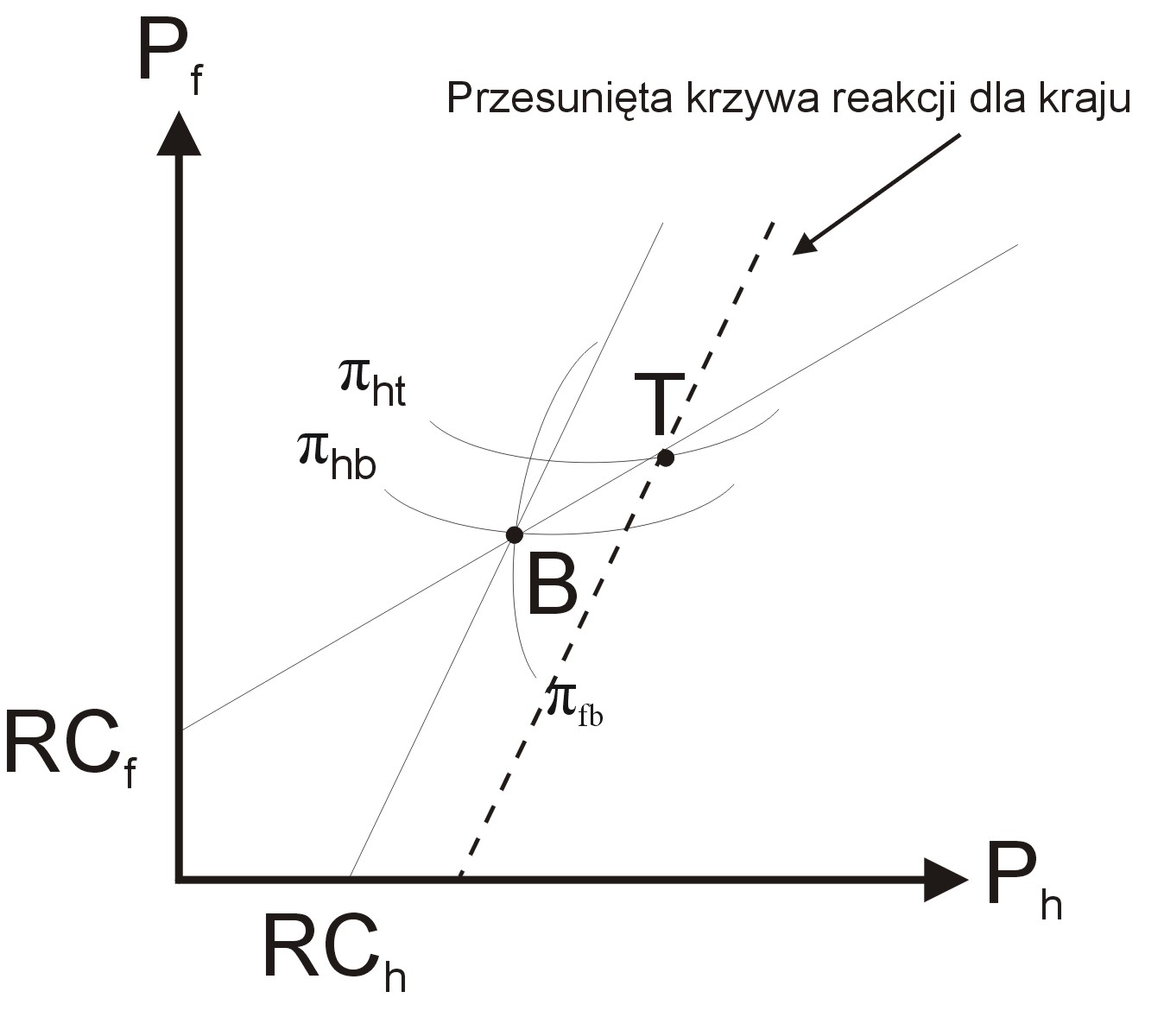
Równowaga Bertranda

Odpowiednią polityką rządu krajowego jest takie przesunięcie krajowej krzywej reakcji w prawo, aby osiągnęła pozycję przerywanej linii przecinającej punkt T na wykresie. Lecz w tym przypadku odpowiednim poczynaniem rządu będzie opodatkowanie produkcji, co stanowi odwrotność działalności rządu w modelu Cournota. W przypadku gdy krzywa reakcji zostanie przesunięta na prawo, firma krajowa będzie skłonna do podwyższenia poziomu cen ph przy każdym możliwym poziomie pf.
Co warto podkreślić, to fakt, iż wzrost podatków krajowych powoduje także wzrost zysku firmy działającej za granicą, inaczej niż w przypadku równowagi Cournota, gdzie subsydium krajowe obniżało poziom zysków Zagranicy.
Ponieważ, jak to wcześniej określiliśmy firmy działające w modelu Bertranda, wykazują się „nadprodukcją”, ze względu na błędne założenie o mniejszej konkurencyjności na rynku, to podatek nałożony przez rząd, zmniejszając konkurencyjność modelu wpływa pozytywnie zarówno na Kraj, jak i Zagranicę.
Uwidoczniony tutaj kontrast pomiędzy rezultatami generowanymi przez oba analizowane modele, pozwala nam na podkreślenie przedstawionych we wstępie stwierdzeń, że teoria przedstawiana przez model strategicznej polityki handlowej, nie nadaje się – ze względu na swoje kruche podstawy metodologiczne – do sensownego użycia w praktyce.

## Brak granic wejścia/wyjścia
Teza, iż kraj może odnieść korzyści ze stosowania subsydiów produkcyjnych, jest stwierdzeniem opartym na niezbyt solidnych podstawach. Aby taki stan miał miejsce muszą być spełnione pewne istotne założenia (korzyści skali, niedoskonała konkurencja), natomiast nawet drobna ich modyfikacja może zupełnie zmienić wnioski. Dobrym tego przykładem jest używanie różnych zmiennych objaśniających w modelach Cournota i Bertranda, prowadzące do zgoła odmiennych wniosków. Inna modyfikacja modelu Cournota, polegająca na zniesieniu założenia o istnieniu tylko jednej firmy w kraju, również prowadzi do zupełnie innych konkluzji.
Przyjmijmy więc sytuację w której zagraniczna i krajowa firma konkurują na swych rodzimych rynkach, jak również na rynkach zagranicznych. Tym razem jednak nie będzie to międzynarodowy duopol, lecz także inne firmy z obydwu krajów mają możliwość wejścia na rynek. Firmy wchodzą na rynek aż do momentu gdy zyski są równe zero, a więc do chwili ustalenia zysków na ich „normalnym” poziomie. Dodatkowo zakładamy iż firmy zachowują się tak jak w modelu Cournota oraz krzywe popytu konsumpcyjnego mają postać liniową. Do produkcji dobra X wykorzystywany jest jeden czynnik produkcji. Na koszty wytwarzania składa się koszt stały oraz stały koszt krańcowy. Gdy wszystkie te założenia zostaną spełnione to wówczas subsydium produkcyjne w kraju powoduje wejście dodatkowych firm i każda z firm produkuje taką samą ilość dobra, przy takim samym koszcie średnim jak przed zastosowaniem subsydium. Efektem takiego posunięcia jest wzrost produkcji, jednakże bogactwo narodowe nie wzrasta. Przyczyna jest prosta, wzrost produkcji nie wywołał korzyści skali, lecz był jedynie rezultatem wejścia nowych firm, wytwarzających na wcześniejszą skalę. Mówiąc krótko przy braku granic wejścia/wyjścia nie ma rent monopolowych możliwych do uzyskania dla krajowych firm.

## Ograniczenie importu jako promocja eksportu
Tradycyjnie uważa się, że polityka handlowa kraju jest bardziej związana z ochroną rodzimych firm, których dobra konkurują z importowanymi towarami. Zdecydowanie rzadziej kojarzona jest ze wspieraniem eksportu. Bariery celne powstały głównie jako źródło dodatkowego dochodu, nie zaś jako instrument polityki strategicznej państwa. Jest jednakże stary argument przemawiający za protekcjonizmem, mający strategiczną interpretację, a mianowicie argumentacja uzasadniona wczesnym etapem uprzemysłowienia. Istnieje jednak nowsze, ciekawe podejście do stosowania barier celnych jako formy pomocy firmom krajowym na innych rynkach. Autorem tej koncepcji jest Paul R. Krugman (1984). Idea tej teorii polega na tym, iż ochrona rodzimego rynku przed zagranicznymi firmami pomaga krajowym firmom nie tylko na własnym rynku, ale także na rynkach eksportowych. Jeżeli więc krajowe firmy mogą zdobyć dodatkowe zyski na zagranicznych rynkach, stosowanie takich barier leży w interesie narodowym. Ważnym założeniem analizy Krugmana jest występowanie korzyści skali, a więc przypadku, w którym koszt krańcowy maleje wraz ze wzrostem całkowitej produkcji firmy. A więc można założyć, iż istnieje jedna firma krajowa i jedna zagraniczna (do tego często prowadzi występowanie wzrastających przychodów). W warunkach wolnego handlu firmy działają w wielu krajach, także na swych wzajemnych, rodzimych rynkach. Jeżeli więc krajowy rynek zostaje zamknięty dla obcej firmy, krajowa firma zwiększa produkcję przeznaczoną na własny rynek. W konsekwencji czego, krańcowy koszt produkcji spadnie (korzyści skali). Równocześnie firma zagraniczna zmniejsza swoją produkcję co powoduje wzrost kosztów krańcowych dla tej firmy. Dalszym następstwem będzie wzrost konkurencyjności krajowej firmy na rynkach zagranicznych i spadek tejże konkurencyjności dla firmy zagranicznej. Efektem tego będzie dalszy wzrost produkcji firmy krajowej wywołany wzrostem sprzedaży na obcych rynkach. Renty monopolowe zostaną przesunięte od firmy zagranicznej do firmy krajowej. Widać więc, iż w pewnych przypadkach bariery celne mogą stanowić pewną formę promocji eksportu.
Podobne następstwa ma także sytuacja oparta na idei „efektu uczenia się”. W tym przypadku koszty produkcji spadają wraz z akumulacją doświadczenia. Ochrona rynku rodzimego powoduje, iż krajowe firmy mogą wytwarzać więcej na własny rynek, a zatem „uczą się” szybciej i w efekcie obniżają swe koszty wytwarzania. Tak jak przy występowaniu korzyści skali przy pomocy interwencji rządowej firmy krajowe mogą skuteczniej konkurować z zagranicznymi przedsiębiorstwami niż robiłyby to na własną rękę. Niektórzy analitycy sugerują, iż ta teoria doskonale tłumaczy sposób w jaki Japończycy stali się wiodącymi producentami i eksporterami półprzewodników.
Podobnie jak w przypadku stosowania subsydiów eksportowych cała ta argumentacja może być osłabiona poprzez możliwość wejścia nowych rodzimych firm w odpowiedzi na wprowadzenie barier celnych. Pomimo to koncepcja „ograniczeń importu jako promocji eksportu” („protection as export promotion”) ponownie udowadnia dlaczego występowanie korzyści skali oraz niedoskonałej konkurencji może sugerować stosowanie innych polityk handlowych aniżeli polecane przez przedstawicieli klasycznych teorii. Ostatnio dowiedziono również, że także parataryfowe instrumenty polityki handlowej mogą wywołać pewne nieoczekiwane rezultaty w warunkach niedoskonałej konkurencji oraz występowania korzyści ze skali produkcji (np. kwoty importowe lub dobrowolne ograniczenia eksportu – VERs).

## Polityka handlowa w warunkach konkurencji monopolistycznej
Kwestie strategicznej polityki handlowej podejmowano również w warunkach konkurencji monopolistycznej. Wykazano, iż cło nałożone na zagraniczne produkty powoduje wzrost bogactwa krajowego z dwóch powodów: argumentacja stosowania cła optymalnego, iż cło poprawia terms of trade kraju oraz z powodu faktu iż konsumpcja krajowa przesuwana jest na tańsze, krajowe dobra będące bliskimi substytutami. Jednakże trzeba zauważyć, iż to rozumowanie dotyczy jedynie dóbr które stanowią bliskie substytuty dla dóbr krajowych. Z natury rzeczy będą to więc głównie dobra konsumpcyjne. Co się tyczy dóbr produkcyjnych, często stanowią one uzupełnienie dla dóbr rodzimych – są dla nich dobrami komplementarnymi. W takim przypadku nakładanie cła na dobra importowane może przyczynić się do pogorszenia bogactwa narodowego. Z jednej strony cło poprawia terms of trade, lecz z drugiej strony wzrost cen dóbr na rynku krajowym wywołuje spadek popytu na te dobra i prowadzi do negatywnego efektu dla wzrostu produkcji. Na tym przykładzie widać ponownie w jak dużym stopniu właściwa polityka handlowa zależy od struktury gospodarki.

## Teoria gier w polityce handlowej
Teoria gier jest dziedziną ciągle jeszcze nową i bardzo intensywnie rozwijającą się. Zainteresowanie teorią gier wzrosło po roku 1994, w którym to przyznano nagrodę Nobla w dziedzinie ekonomii trzem matematykom zajmującym się podstawami teorii gier i jej zastosowaniami w ekonomii. Ci uczeni to Amerykanin John Nash z Uniwersytetu Princeton, Amerykanin węgierskiego pochodzenia John Harsanyi z Uniwersytetu Kalifornijskiego w Berkeley i Reinhard Selten, Niemiec ostatnio pracujący na Uniwersytecie w Bonn.
Powszechnie uznaną datą narodzin teorii gier jest rok 1944, kiedy ukazała się monografia Johna von Neumanna i Oskara Morgensterna Teoria gier i postępowanie ekonomiczne (Theory of Games and Economic Behavior). Jednakże jak to często bywa, dzisiaj zastępy badaczy sięgają do prehistorii i odkrywają elementy teorii gier w dziełach Hobbesa, Spinozy, Machiavellego, a nawet Arystotelesa. Dziedziną, w której teoria gier jest najbardziej obecna jest ekonomia i w coraz większym stopniu socjologia, psychologia, biologia, nauki wojskowe, informatyka i inne.
Po raz pierwszy teoria gier została zastosowana w naukach społecznych do analizy problemu ekonomicznego. Prekursorski model to dziewiętnastowieczny model duopolu Antoine Cournota, skonstruowany w czasach, kiedy teoria gier jeszcze nie istniała, ale w pracach Cournota widać już wiele elementów, które po upływie wieku znalazły się u podstaw teorii gier. Równowaga, którą Cournot znalazł w modelu duopolu, to dokładnie równowaga Nasha pewnej gry ściśle związanej z duopolem.
Ogólnie rzecz biorąc, teoria gier to dział matematyki badający własności gier rozumianych jako procesy o określonych zbiorach strategii postępowania uczestników. Dziedzina ta korzysta z metod matematyki, a czerpie swoje inspiracje z obserwacji zjawisk ekonomicznych i społecznych. Jednym z celów teorii gier jest opis tych zjawisk, ich wyjaśnienie, a także teoretyczne zbadanie. Jeżeli chodzi o bardziej praktyczne cele teorii gier, to należą do nich przewidywanie możliwych scenariuszy zdarzeń, a nawet podpowiadanie, jakie sposoby postępowania mogą doprowadzić do zamierzonego celu. Trzeba pamiętać jednak, iż teoria gier nie jest teorią idealną. W stosowaniu teorii gier niezbędna jest wielka ostrożność i liczenie się ze znacznymi nawet odstępstwami teoretycznych przewidywań od faktycznych zdarzeń. Jak to najczęściej bywa przy tworzeniu modeli matematycznych, również modele teorii gier zwykle biorą pod uwagę tylko niektóre aspekty opisywanych zjawisk. Wiele z nich ma charakter zbyt skomplikowany i złożony, by stać się przedmiotem badań.
Teoria gier jest dziedziną zajmującą się opisem różnych sytuacji, w których uczestniczą podmioty świadomie podejmujące pewne decyzje, w wyniku których następują rozstrzygnięcia mogące zmienić ich położenie. Teoria gier zajmuje się przede wszystkim sytuacjami konfliktowymi, ale również sytuacjami, w których interesy graczy są zgodne, ale ze względu na kłopoty w porozumiewaniu się trudno im ustalić jednolity sposób postępowania. Aby daną sytuacje rozpatrywać z punktu widzenia teorii gier należy przyjąć pewne założenia odnośnie do gry i stron konfliktu:
- słowo gracz oznacza pojedynczą osobę lub grupę osób tworzących koalicję
- gracze pragną zmaksymalizować swoje wygrane
- każdy z graczy posiada przynajmniej dwie strategie, czyli drogi postępowania
- gracze znają strategię przeciwników, ale podczas wyboru strategii nie wiedzą, którą ze swoich strategii wybrał ich przeciwnik
- wygraną nazywamy to co otrzymuje dany gracz w wyniku danej rozgrywki

Podsumowując, elementem każdej gry jest wzajemna zależność graczy, polegająca na tym, że wynik gry (wygrana, wypłata) dla poszczególnego gracza zależy od tego co zrobi on sam i co zrobią jego rywale. Każdy z graczy stara się osiągnąć jak najlepszy wynik i wie, że inni starają się osiągnąć wynik najlepszy dla nich. Istotne jest także to, że każdy z graczy wie, który wynik jest najlepszy dla każdego z rywali. Mamy zatem do czynienia z całkowicie przejrzystą sytuacją. Jednakże teoria gier, starając dostosować swoje narzędzia do rzeczywistych sytuacji, rozwija także analizę gier z niekompletną informacją.
Pary strategii, zastosowanych przez graczy, będące najlepszymi odpowiedziami na siebie nazywa się równowagami Nasha. Twórcą pojęcia równowagi jest wspomniany wcześniej laureat nagrody Nobla John Nash, który na początku lat pięćdziesiątych XX w. jako pierwszy badał dokładniej gry o dowolnej sumie i udowodnił, że każda taka gra (ze skończoną ilością strategii każdego gracza) ma równowagę.
Całe rozważania nad sensownością interwencji rządów poszczególnych krajów, nawet w uzasadnionych sytuacjach winny być rozpatrywane w świetle możliwości reakcji drugiego rządu na takie posunięcie. Naiwnym byłoby bowiem sądzić, że rodzimy rząd będzie „siedział z założonymi rękami”, gdy rząd zagraniczny interweniuje powodując wzrost bogactwa narodowego zagranicy kosztem kraju. Mamy więc w tym przypadku przykład klasycznej gry strategicznej w której graczami są rządy poszczególnych krajów. Wygrana każdego z rządów (za którą możemy uważać wzrost bogactwa narodowego) zależy tu od własnej reakcji, jak również od działań rywala. Łatwo można sobie wyobrazić trzy rodzaje rezultatów stosowanej polityki. Wyniki w postaci teoretycznych korzyści odniesionych z zastosowania określonych strategii zamieszczone są w tabeli
1. Jeden z krajów chroni własny rynek i umożliwia rodzimym przedsiębiorstwom zyskać przewagę na rynku światowym, co przeobraża się w narodową korzyść dla tego kraju, podczas gdy inne kraje nie robią nic

2. Wszystkie rządy chronią własne rynki, co kończy się niskim poziomem konkurencyjności i wysokimi kosztami dla firm – jest to najgorszy z możliwych scenariuszy

3. Kraje porozumieją się w celu stosowania barier w takim stopniu, że wszyscy na tym korzystają jednak żaden z krajów nie może się poza to „wyłamać”
Teoria Gier w strategicznej polityce handlowej. Warianty współpracy rządów
| Strategia kraju A / Strategia kraju B | współpracować | walczyć |
| ------------------------------------- | ------------- | ------- |
| współpracować                         | 400;400       | 50;500  |
| walczyć                               | 500;50        | 100;100 |

Mamy tutaj do czynienia z typowym przykładem dylematu więźnia, grą uważaną za najbardziej interesujący obiekt teorii gier. Dla kraju A nie jest ważne jaką strategię przyjmie kraj B ponieważ jakkolwiek by uczynił najlepszą dla niego strategią jest „walczyć”, a więc np. nałożyć cło. Stosując tak reakcję w razie restrykcji kraju B zyskuje 100, a nie 50, natomiast w razie współpracy wygrywa 500 zamiast 400. Gdyby każdy gracz postępował racjonalnie, wybór padnie na prawy dolny kwadrat, a więc obydwa kraje zastosują politykę protekcjonistyczną. Dylemat polega zatem na tym, że gracze muszą kierować się egoistyczną strategią, pomimo iż znany im jest wynik wyboru lewego-górnego kwadratu, tzn. wynik, który byłby korzystniejszy dla obydwu graczy. Tylko dzięki współpracy gracze są w stanie osiągnąć najlepszy wynik. Sama jednak umowa nie wystarczy, aby zagwarantować współpracę, gdyż nic nie przeszkadza, aby tej umowy nie dotrzymać. Idealnym rozwiązaniem byłoby wprowadzenie do gry kogoś, kto wymusiłby współpracę graczy.
Pewne próby w międzynarodowych stosunkach gospodarczych są już uczynione, GATT/WTO może tu posłużyć za przykład. Wielkim mankamentem tego typu rozwiązań na arenie międzynarodowej jest jednak brak instytucji zdolnej do karania za niewywiązywanie się z umów.
Dojście do wniosku, iż kraje zawsze stosują wrogie strategie wobec siebie byłoby jednak zbyt pesymistyczne. Rozwiązanie dylematu pojawia się, gdy gra jest powtarzalna, co jest założeniem bardziej realistycznym w stosunkach międzynarodowych. Wiele eksperymentów polegających na znalezieniu najlepszej strategii gry w dylemat więźnia wykazało, iż najlepsze wyniki dla poszczególnych krajów daje strategia „oko za oko” („tit for tat”). Jej zasady są bardzo proste: w pierwszym ruchu współpracuj, w każdym następnym powtarzaj ostatni ruch przeciwnika. Jeżeli więc ufać eksperymentom strategie polegające na współpracy tak długo jak rywal współpracuje i natychmiastowym karaniu go gdy on zainterweniuje.